# Nati il 20 ottobre
| Questa pagina contiene informazioni ricavate automaticamente dalle voci biografiche con l'ausilio del template Bio e di un bot. L'aggiornamento è periodico e automatico e ricostruisce completamente la pagina. Se manca una persona in questa lista, sei pregato di non aggiungerla, ma accertati piuttosto che la sua voce biografica contenga il template Bio e che i dati anagrafici siano correttamente compilati. Se il template Bio manca, inseriscilo tu stesso o, in alternativa, metti l'avviso {{tmp\|Bio}} che ne segnala la mancanza. Se i dati riportati sono sbagliati, correggi direttamente la voce biografica; le modifiche saranno visibili in questa lista entro pochi giorni. Per chiarimenti vedi il progetto biografie. La lista contiene solo le 1.151 persone che sono citate nell'enciclopedia e per le quali è stato implementato correttamente il template Bio. Pagina aggiornata al 17 ago 2025. |

## XII secolo(1)
- 1200 - Principe Masanari, poeta giapponese († 1255)

## XIV secolo(1)
- 1346 - Margherita di Beaujeu, nobile († 1402)

## XV secolo(6)
- 1433 - Marsilio Ficino, filosofo, umanista e astrologo italiano († 1499)
- 1435 - Andrea della Robbia, scultore e ceramista italiano († 1525)
- 1451 - Giovan Carlo Tramontano, conte italiano († 1514)
- 1463 - Alessandro Achillini, anatomista e filosofo italiano († 1512)
- 1475 - Giovanni di Bernardo Rucellai, scrittore italiano († 1525)
- 1496 - Claudio I di Guisa, condottiero francese († 1550)

## XVI secolo(5)
- 1540 - Alfonso Gesualdo, cardinale e arcivescovo cattolico italiano († 1603)
- 1554 - Bálint Balassi, poeta ungherese († 1594)
- 1580 - Peter Crüger, matematico e astronomo tedesco († 1639)
- 1586 - Luke Foxe, esploratore britannico († 1635)
- 1595 - Virginio Cesarini, poeta italiano († 1624)

## XVII secolo(24)
- 1603 - Simon de Vos, pittore, incisore e collezionista d'arte fiammingo († 1676)
- 1606 - Peter Franchoijs, pittore fiammingo († 1654)
- 1606 - Francesco Maria Mancini, cardinale italiano († 1672)
- 1612 - Caterina di Waldeck, nobildonna tedesca († 1649)
- 1616 - Thomas Bartholin, anatomista danese († 1680)
- 1616 - Ermanno Stroiffi, pittore e presbitero italiano († 1693)
- 1632 - Christopher Wren, architetto, fisico e matematico inglese († 1723)
- 1640 - Gérard Edelinck, pittore e incisore fiammingo († 1707)
- 1650 - Robert Shirley, I conte Ferrers, militare britannico († 1717)
- 1651 - Jacques-Louis de Beringhen, nobile, militare e politico francese († 1723)
- 1653 - Charles-François Poerson, pittore francese († 1725)
- 1655 - Agostino Cusani, cardinale e arcivescovo cattolico italiano († 1730)
- 1660 - Robert Bertie, I duca di Ancaster e Kesteven, nobile e militare britannico († 1723)
- 1662 - Augusto Chigi, II principe di Farnese, principe italiano († 1744)
- 1670 - Giovacchino Fortini, scultore e architetto italiano († 1736)
- 1675 - Giacomo Strobl junior, intagliatore italiano († 1749)
- 1677 - Stanislao Leszczyński, nobile polacco († 1766)
- 1679 - Samuel von Cocceji, giurista tedesco († 1755)
- 1679 - Anton Johan Wrangel il vecchio, ammiraglio svedese († 1762)
- 1682 - Maria Crescentia Höss, religiosa tedesca († 1744)
- 1684 - Maria Barbara Bach, nobile tedesca († 1720)
- 1691 - Caterina Ivanovna Romanova, principessa russa († 1733)
- 1696 - Luigi di Hohenlohe-Langenburg, nobile tedesco († 1765)
- 1700 - Carlotta Aglaia di Borbone-Orléans, nobile francese († 1761)

## XVIII secolo(37)
- 1707 - Giovanni Battista Sacchetti, II marchese di Castelromano, nobile italiano († 1759)
- 1713 - James Cecil, VI conte di Salisbury, nobile britannico († 1780)
- 1713 - Vittorio Filippo Ferrero-Fieschi, nobile, militare e diplomatico italiano († 1777)
- 1714 - Cristoforo Migazzi, cardinale e arcivescovo cattolico italiano († 1803)
- 1715 - João Cosme da Cunha, cardinale e arcivescovo cattolico portoghese († 1783)
- 1719 - Gottfried Achenwall, giurista, storico e filosofo tedesco († 1772)
- 1724 - Thomas Taylour, I conte di Bective, nobile e politico irlandese († 1795)
- 1725 - Alberico Barbiano di Belgiojoso, nobile, scrittore e militare italiano († 1813)
- 1733 - Adam Naruszewicz, vescovo cattolico, storico e poeta polacco († 1796)
- 1740 - Carlo Francesco Maria Caselli, cardinale e arcivescovo cattolico italiano († 1828)
- 1740 - Isabelle de Charrière, scrittrice olandese († 1805)
- 1743 - François Chopart, chirurgo francese († 1795)
- 1744 - Jean-François Demandolx, vescovo cattolico francese († 1817)
- 1744 - Philippe-Isidore Picot de Lapeyrouse, naturalista e ornitologo francese († 1818)
- 1747 - François de Barthélemy, diplomatico e politico francese († 1830)
- 1752 - Fabian Gottlieb von Osten-Sacken, generale russo († 1837)
- 1756 - Paul Erdmann Isert, botanico e zoologo tedesco († 1789)
- 1756 - Euloge Schneider, monaco cristiano francese († 1794)
- 1758 - Giovanni Antonio Santarelli, scultore e medaglista italiano († 1826)
- 1760 - Christoph Wilhelm Mitscherlich, filologo classico tedesco († 1854)
- 1762 - Feliciano Scarpellini, abate e astronomo italiano († 1840)
- 1764 - Francesco Canali, cardinale e arcivescovo cattolico italiano († 1835)
- 1764 - Antonio Maria De Luca, patriota e presbitero italiano († 1828)
- 1765 - Joachim Perinet, commediografo e attore teatrale austriaco († 1816)
- 1767 - Simon Canuel, generale francese († 1840)
- 1768 - Gaetano Crivelli, tenore italiano († 1836)
- 1772 - Johann Heinrich Ferdinand von Autenrieth, medico tedesco († 1835)
- 1774 - Ludwig von Lebzeltern, diplomatico austriaco († 1854)
- 1780 - Paolina Bonaparte, principessa italiana († 1825)
- 1783 - Cesare Romagnano di Virle, nobile italiano († 1849)
- 1784 - Henry John Temple, III visconte Palmerston, politico inglese († 1865)
- 1789 - Enrico LXVII di Reuss-Gera, nobile tedesco († 1867)
- 1792 - Colin Campbell, generale britannico († 1863)
- 1792 - Anton Bernhard Fürstenau, compositore e flautista tedesco († 1852)
- 1796 - Pierre Lorillard III, imprenditore statunitense († 1867)
- 1799 - Christiaan Julius Lodewijk Portman, pittore e fotografo olandese († 1867)
- 1800 - Giovanni Tommaso Ghilardi, vescovo cattolico italiano († 1873)

## XIX secolo(162)
- 1802 - Ernst Wilhelm Hengstenberg, teologo tedesco († 1869)
- 1802 - Federico Moja, pittore italiano († 1885)
- 1803 - Carl Gotthelf Todt, rivoluzionario, avvocato e politico tedesco († 1852)
- 1805 - Gabriel Bibron, zoologo francese († 1848)
- 1805 - Leopoldo Pilla, geologo e politico italiano († 1848)
- 1806 - George Newbold Lawrence, dirigente d'azienda e ornitologo statunitense († 1895)
- 1808 - Karl Andree, geografo tedesco († 1875)
- 1808 - Qaani Şirazi, poeta persiano († 1854)
- 1809 - Joseph Marzell Hoffmann, avvocato e politico svizzero († 1888)
- 1812 - Nadežda Borisovna Czetwertyński-Światopełk, nobildonna e filantropa polacca († 1909)
- 1812 - Austin Flint, medico statunitense († 1886)
- 1813 - Nicolò Maggioncalda, politico italiano († 1878)
- 1814 - Leone Savoja, architetto italiano († 1885)
- 1815 - Maurice Carey Blake, politico statunitense († 1897)
- 1818 - Maria Alessandrina Bonaparte († 1874)
- 1818 - Roberto Lawley, naturalista e paleontologo italiano († 1881)
- 1818 - Wesley Newcomb, medico statunitense († 1892)
- 1818 - Abdolonyme Ubicini, storico e giornalista francese († 1884)
- 1819 - Báb, profeta persiano († 1850)
- 1819 - Paul Thénard, chimico e agronomo francese († 1884)
- 1820 - Benjamin F. Cheatham, generale statunitense († 1886)
- 1821 - Michel Carré, librettista francese († 1872)
- 1822 - Thomas Hughes, scrittore, politico e avvocato britannico († 1896)
- 1822 - Mansfield Lovell, militare statunitense († 1884)
- 1822 - Hermann Thour von Fernburg, militare austriaco
- 1822 - Antonio Winspeare, duca di Salve, politico italiano († 1918)
- 1823 - Charles Ostyn, operaio francese († 1912)
- 1824 - Carlo De Cristoforis, patriota italiano († 1859)
- 1825 - Marshall Jewell, politico statunitense († 1883)
- 1826 - Christian Wilhelm Blomstrand, mineralogista e chimico svedese († 1897)
- 1827 - Antonia Sitchès de Mendi, soprano e compositrice spagnola († 1914)
- 1828 - Heinrich Rehm, micologo tedesco († 1916)
- 1829 - Ramachandra Tondaiman († 1886)
- 1829 - Surendra Bikram Shah, re nepalese († 1881)
- 1830 - Emanuele Fergola, matematico e astronomo italiano († 1915)
- 1832 - Constantin Lipsius, architetto tedesco († 1894)
- 1832 - Sebastiano Rivolta, veterinario e batteriologo italiano († 1893)
- 1836 - Daniel Owen, scrittore gallese († 1895)
- 1837 - Carisio Ciavarini, archivista e archeologo italiano († 1905)
- 1838 - Marin Drinov, storico bulgaro († 1906)
- 1840 - Domenico Costantino, scultore italiano († 1915)
- 1843 - Juan Soldevilla y Romero, cardinale e arcivescovo cattolico spagnolo († 1923)
- 1844 - Paolo Soprani, imprenditore italiano († 1918)
- 1846 - Giacomo Campi, pittore italiano († 1921)
- 1847 - Oscar Swahn, tiratore a segno svedese († 1927)
- 1847 - Frits Thaulow, pittore norvegese († 1906)
- 1853 - Albert Gallois, esperantista francese († 1937)
- 1853 - Claes Lagergren, collezionista d'arte e nobile svedese († 1930)
- 1854 - Alphonse Allais, scrittore e umorista francese († 1905)
- 1854 - Arthur Rimbaud, poeta francese († 1891)
- 1855 - Xu Shichang, politico cinese († 1939)
- 1856 - Giovan Battista Queirolo, politico e medico italiano († 1930)
- 1857 - Leandro Campanari, violinista, direttore d'orchestra e compositore italiano († 1939)
- 1857 - Levi Richard Ellert, politico statunitense († 1901)
- 1858 - Adolfo Magrini, architetto italiano († 1931)
- 1859 - Carlo Abate, scultore e anarchico italiano († 1941)
- 1859 - Margaret Jane Benson, botanica britannica († 1936)
- 1859 - John Dewey, filosofo e pedagogista statunitense († 1952)
- 1859 - Guglielmo Zuelli, compositore e direttore d'orchestra italiano († 1941)
- 1861 - Maximilian Harden, giornalista tedesco († 1927)
- 1861 - Raffaele de Notaristefani, nobile e magistrato italiano († 1933)
- 1863 - Pietro Lanza di Scalea, nobile e politico italiano († 1938)
- 1863 - William Henry Young, matematico britannico († 1942)
- 1864 - Branislav Nušić, romanziere e commediografo serbo († 1938)
- 1865 - Melchior Lechter, artista e illustratore tedesco († 1937)
- 1866 - Gustav Cassel, economista svedese († 1945)
- 1866 - Artemio Ricarte, rivoluzionario e generale filippino († 1945)
- 1866 - Kazimierz Twardowski, filosofo e logico polacco († 1938)
- 1867 - Millicent St Clair-Erskine, nobildonna, giornalista e drammaturga scozzese († 1955)
- 1869 - Robin Welsh, giocatore di curling britannico († 1934)
- 1870 - Sixto Sosa Díaz, vescovo cattolico venezuelano († 1943)
- 1871 - Frederick Burton, attore statunitense († 1957)
- 1871 - Clarence Whitehill, basso-baritono statunitense († 1932)
- 1872 - Calogero Licata, vescovo cattolico italiano († 1924)
- 1872 - Nicola Lochoff, pittore e restauratore russo († 1948)
- 1873 - Nellie McClung, politica, scrittrice e attivista canadese († 1951)
- 1874 - William Dickey, truffatore statunitense († 1944)
- 1874 - Charles Ives, compositore statunitense († 1954)
- 1874 - Anselmo Rizzi, vescovo cattolico italiano († 1934)
- 1874 - Paolo Solaroli di Briona, militare italiano († 1911)
- 1875 - Renato Pampanini, botanico italiano († 1949)
- 1875 - Marziano Perosi, compositore e organista italiano († 1959)
- 1875 - Edgar Selwyn, attore, commediografo e regista statunitense († 1944)
- 1875 - Heinrich Wolf, scacchista austriaco († 1943)
- 1876 - Alexandre Pharamond, rugbista a 15 francese († 1953)
- 1876 - Madho Rao Scindia di Gwalior, principe e politico indiano († 1925)
- 1878 - Arthur Scherbius, ingegnere e imprenditore tedesco († 1929)
- 1879 - Camillo Pavanello, ginnasta italiano († 1951)
- 1880 - Lamberto Picasso, attore, regista e doppiatore italiano († 1962)
- 1881 - Alex Bell, calciatore scozzese († 1934)
- 1881 - George W. Snedecor, matematico e statistico statunitense († 1974)
- 1882 - Bela Lugosi, attore ungherese († 1956)
- 1882 - Margaret Dumont, attrice statunitense († 1965)
- 1882 - Erich Lüdke, generale tedesco († 1946)
- 1882 - Jimmy Windridge, calciatore inglese († 1939)
- 1883 - Aleksandr Abramovič Krejn, compositore e insegnante russo († 1951)
- 1883 - Wilhelm Munthe, genealogista norvegese († 1965)
- 1883 - Don Stephen Senanayake, politico singalese († 1952)
- 1883 - Harukichi Shimoi, poeta e scrittore giapponese († 1954)
- 1883 - Adriano Tournon, ingegnere, imprenditore e politico italiano († 1978)
- 1884 - Jim Beckett, pallanuotista irlandese († 1971)
- 1884 - Thomas Hardie Chalmers, baritono, attore e regista statunitense († 1966)
- 1884 - Antonio Toselli, politico e ingegnere italiano († 1954)
- 1885 - Edmondo De Amicis, presbitero italiano († 1945)
- 1886 - Frederic Bartlett, psicologo britannico († 1969)
- 1886 - Francesco Boncompagni Ludovisi, politico e nobile italiano († 1955)
- 1886 - Giuseppe Cattaneo della Volta, politico italiano († 1974)
- 1886 - Hedda Vernon, attrice, sceneggiatrice e produttrice cinematografica tedesca († 1925)
- 1887 - Yasuhiko Asaka, principe e generale giapponese († 1981)
- 1887 - István Farkas, pittore e editore ungherese († 1944)
- 1887 - Vic Gonsalves, calciatore olandese († 1922)
- 1887 - Arne Halse, giavellottista e pesista norvegese († 1975)
- 1887 - Addison Richards, attore statunitense († 1964)
- 1887 - Willy Sperco, giornalista e scrittore italiano († 1978)
- 1887 - Otto Julius Zobel, ingegnere elettrotecnico e inventore statunitense († 1970)
- 1888 - Inayatullāh Khan, sovrano afghano († 1946)
- 1888 - Carlo Morgari, pittore italiano († 1970)
- 1889 - Frank Godwin, illustratore e fumettista statunitense († 1959)
- 1889 - Jomo Kenyatta, politico keniota († 1978)
- 1889 - Luo Yixiu, cinese († 1910)
- 1890 - Sherman Minton, politico e giudice statunitense († 1965)
- 1890 - Fernando Risi, direttore della fotografia italiano
- 1891 - James Chadwick, fisico britannico († 1974)
- 1891 - Samuel Flagg Bemis, storico statunitense († 1973)
- 1891 - Poul Hansen, lottatore danese († 1948)
- 1891 - Monte M. Katterjohn, sceneggiatore statunitense († 1949)
- 1891 - Paolo Pili, politico italiano († 1985)
- 1891 - Renato Sacerdoti, dirigente sportivo italiano († 1971)
- 1891 - Shin Sung-mo, politico e ammiraglio sudcoreano († 1960)
- 1892 - Francesco Marinaro, politico italiano († 1972)
- 1892 - Eoin O'Duffy, generale e politico irlandese († 1944)
- 1892 - Gaetano Postiglione, ingegnere, sindacalista e politico italiano († 1935)
- 1893 - Charley Chase, attore e regista statunitense († 1940)
- 1893 - Noboru Ishizaki, ammiraglio giapponese († 1959)
- 1893 - Lilli Kann, attrice tedesca († 1978)
- 1893 - Lyman Young, fumettista statunitense († 1984)
- 1894 - Telesio Interlandi, giornalista italiano († 1965)
- 1894 - Josef Pürer, aviatore austro-ungarico († 1918)
- 1894 - Olive Thomas, modella e attrice statunitense († 1920)
- 1895 - Hans Reidar Holtermann, generale norvegese († 1966)
- 1895 - Rex Ingram, attore statunitense († 1969)
- 1895 - Gaston Leval, anarchico francese († 1978)
- 1895 - Aldo Neppi Modona, archeologo italiano († 1985)
- 1895 - Morrie Ryskind, drammaturgo, paroliere e sceneggiatore statunitense († 1985)
- 1895 - William Wurster, architetto statunitense († 1973)
- 1896 - Emilio Biaggini, politico italiano
- 1896 - Emeric Imre Szasz, nuotatore e allenatore di pallanuoto ungherese († 1986)
- 1897 - Oreste Biancoli, sceneggiatore, regista e commediografo italiano († 1971)
- 1897 - Adolph Deutsch, compositore britannico († 1980)
- 1897 - Agostino Frassinetti, pallanuotista e nuotatore italiano († 1967)
- 1897 - Carlo La Rotonda, chimico e agronomo italiano († 1966)
- 1897 - Ernest Lespinasse, ginnasta francese († 1927)
- 1897 - Edward Moore, canottiere statunitense († 1968)
- 1899 - Evelyn Brent, attrice statunitense († 1975)
- 1899 - Poul Graae, calciatore danese († 1976)
- 1899 - Harriet Hammond, attrice statunitense († 1991)
- 1899 - Robin Reed, lottatore statunitense († 1978)
- 1900 - Ettore Bonelli, violinista e compositore italiano († 1986)
- 1900 - Guido Carobbi, mineralogista italiano († 1983)
- 1900 - Gustavo Francesconi, calciatore italiano
- 1900 - Rodolfo Halffter, compositore e direttore d'orchestra spagnolo († 1987)
- 1900 - Josef Novák, calciatore cecoslovacco († 1974)

## XX secolo(905)
- 1901 - Frank Churchill, compositore statunitense († 1942)
- 1901 - Adelaide Hall, cantante statunitense († 1993)
- 1901 - Dmitrij Danilovič Leljušenko, generale sovietico († 1987)
- 1901 - Giovanni Perego, calciatore italiano
- 1901 - Luigi Tasselli, pistard e ciclista su strada italiano († 1971)
- 1901 - Isma'il al-Azhari, politico sudanese († 1969)
- 1902 - Mario Bonetti, ciclista su strada italiano († 1962)
- 1902 - Adam Grünewald, ufficiale tedesco († 1945)
- 1902 - Felisberto Hernández, scrittore uruguaiano († 1964)
- 1902 - Luigi Scappini, calciatore italiano
- 1903 - Agostino Campi, editore italiano († 1961)
- 1903 - Renato Castiglioni, calciatore italiano
- 1903 - Vittoria Anticzarina Cavallo, operaia, antifascista e partigiana italiana († 1996)
- 1903 - Giuseppe Ferraris, politico italiano († 1987)
- 1903 - Irineo Leguisamo, fantino uruguaiano († 1985)
- 1903 - John Davis Lodge, politico, ambasciatore e attore statunitense († 1985)
- 1904 - Tommy Douglas, politico canadese († 1986)
- 1904 - Hans Lewy, matematico tedesco († 1988)
- 1904 - Anna Neagle, attrice britannica († 1986)
- 1904 - Marian Nixon, attrice statunitense († 1983)
- 1904 - Sergej Ignat'evič Rudenko, generale e politico sovietico († 1990)
- 1905 - Bruno Calatroni, politico e partigiano italiano († 1966)
- 1905 - Karl Fabel, compositore di scacchi tedesco († 1975)
- 1905 - Arnold Luhaäär, sollevatore estone († 1965)
- 1905 - Beppe Mojetta, compositore, direttore d'orchestra e arrangiatore italiano († 1979)
- 1905 - Keith Molesworth, giocatore di football americano statunitense († 1966)
- 1905 - Jacques Wild, calciatore francese († 1990)
- 1906 - Alfredo Campoli, violinista inglese († 1991)
- 1906 - Giuseppe Faggin, filosofo, storico della filosofia e insegnante italiano († 1995)
- 1906 - Sumner Getchell, attore statunitense († 1990)
- 1906 - Štefan Hoza, tenore, librettista e saggista slovacco († 1982)
- 1906 - Tom Kromer, scrittore statunitense († 1969)
- 1906 - Ango Sakaguchi, scrittore giapponese († 1955)
- 1906 - Arturo Torres Carrasco, allenatore di calcio e calciatore cileno († 1987)
- 1907 - Mariam Aslamazian, pittrice armena († 2006)
- 1907 - Nello Baglini, imprenditore italiano († 1999)
- 1907 - Augustyn Józef Czartoryski, principe polacco († 1946)
- 1907 - Arlene Francis, attrice, conduttrice televisiva e conduttrice radiofonica statunitense († 2001)
- 1907 - Christopher Caudwell, attivista, scrittore e poeta inglese († 1937)
- 1908 - Bruno Castagna, militare italiano († 1942)
- 1908 - Vittorio Granchi, pittore e restauratore italiano († 1992)
- 1908 - Juzė Jazbutienė, cestista e velocista lituana († 2005)
- 1908 - Mona May Karff, scacchista statunitense († 1998)
- 1908 - Walter Negroni, calciatore italiano († 1996)
- 1908 - Martin Pfeffer, alpinista e architetto tedesco († 1937)
- 1908 - Henry Winneke, giudice e politico australiano († 1985)
- 1909 - Harold Daniell, pilota motociclistico britannico († 1967)
- 1909 - Felicita Frai, pittrice ceca († 2010)
- 1909 - Monique Haas, pianista francese († 1987)
- 1909 - Carla Laemmle, attrice statunitense († 2014)
- 1909 - Raffaele Nasi, fondista italiano († 1986)
- 1909 - Isidoro Piubellini, ciclista su strada italiano († 1986)
- 1910 - Galina Barinova, violinista e insegnante sovietica († 2006)
- 1910 - Danilo Paris, politico italiano († 1978)
- 1910 - Franz Wenninger, pallanuotista austriaco († 1996)
- 1910 - Günther Freiherr von Maltzahn, aviatore e cartografo tedesco († 1953)
- 1911 - Cesare Del Torto, calciatore italiano († 1997)
- 1911 - Arne Sørensen, calciatore norvegese († 1995)
- 1912 - Marcel Couraud, direttore di coro e direttore d'orchestra francese († 1986)
- 1912 - Giuseppe Gagliano, compositore, violoncellista e direttore d'orchestra italiano († 1995)
- 1912 - Meredith Gardner, linguista statunitense († 2002)
- 1912 - Carlo Pietrangeli, archeologo e museologo italiano († 1995)
- 1912 - Pat Moore, attore britannico († 2004)
- 1912 - Rolando Tortora, calciatore uruguaiano
- 1912 - Vũ Trọng Phụng, scrittore e giornalista vietnamita († 1939)
- 1913 - Irena Brzustowska, cestista polacca († 1999)
- 1913 - Angelo Ephrikian, violinista, direttore d'orchestra e compositore italiano († 1982)
- 1913 - Arrigo Fibbi, calciatore italiano († 1994)
- 1913 - Gastone Giacomini, ufficiale e partigiano italiano († 1945)
- 1913 - Attilio Marinangeli, missionario italiano († 1970)
- 1913 - Károly Mikes, calciatore ungherese († 1986)
- 1913 - Giovanni Oddo, triplista e allenatore di calcio italiano († 2009)
- 1913 - Barney Phillips, attore statunitense († 1982)
- 1914 - Dīmītrios Adamou, politico, giornalista e scrittore greco († 1991)
- 1914 - Leonas Baltrūnas, cestista e allenatore di pallacanestro lituano († 1993)
- 1914 - L. P. Davies, scrittore britannico († 1988)
- 1914 - Giuseppe De Feo, artista, scultore e pittore italiano († 2000)
- 1914 - Mario Delle Piane, giurista e storico italiano († 1989)
- 1914 - Arthur Eisenmenger, disegnatore tedesco († 2002)
- 1914 - Pauli Aapeli Janhonen, tiratore a segno finlandese († 2007)
- 1914 - Mario Luzi, poeta, drammaturgo e critico letterario italiano († 2005)
- 1914 - Nicholas Brothers, ballerino statunitense († 2006)
- 1914 - Fayard Nicholas, coreografo, ballerino e attore statunitense († 2006)
- 1915 - Beppe Serafini, pittore italiano († 1987)
- 1916 - Giulio Bartali, ciclista su strada italiano († 1936)
- 1916 - Áskell Löve, botanico islandese († 1994)
- 1917 - Stéphane Hessel, diplomatico, politico e scrittore tedesco († 2013)
- 1917 - Helmut Jahn, calciatore tedesco († 1986)
- 1917 - Dick Kinney, sceneggiatore e fumettista statunitense († 1985)
- 1917 - Jean-Pierre Melville, regista, sceneggiatore e produttore cinematografico francese († 1973)
- 1918 - Erwin Ballabio, calciatore e allenatore di calcio svizzero († 2008)
- 1918 - Carlo Copello, aviatore e militare italiano († 2003)
- 1918 - Anton Diffring, attore tedesco († 1989)
- 1918 - Robert Lochner, giornalista statunitense († 2003)
- 1918 - Sergio Scatizzi, pittore e poeta italiano († 2009)
- 1919 - Mario Battaglini, rugbista a 15 e allenatore di rugby a 15 italiano († 1971)
- 1919 - Dandolo Candalés, calciatore e pittore uruguaiano († 2004)
- 1919 - Bernardo Capó, ciclista su strada spagnolo († 2000)
- 1919 - Frediano Freschi, calciatore italiano
- 1919 - Tracy Hall, chimico e fisico statunitense († 2008)
- 1919 - John Karlsen, attore neozelandese († 2017)
- 1919 - Mustaj Karim, poeta, scrittore e drammaturgo russo († 2005)
- 1919 - Mariano Martín, calciatore spagnolo († 1998)
- 1919 - Luciana Nissim Momigliano, pediatra, psicoanalista e superstite dell'Olocausto italiana († 1998)
- 1919 - Lia Origoni, attrice e cantante italiana († 2022)
- 1920 - Harry Bamford, calciatore britannico († 1958)
- 1920 - Felice Cerri, calciatore italiano († 2016)
- 1920 - Jože Javoršek, scrittore sloveno († 1990)
- 1920 - Evgenija Kozyreva, attrice sovietica († 1992)
- 1920 - Ray Linn, trombettista statunitense († 1996)
- 1920 - Veerasamy Ringadoo, politico mauriziano († 2000)
- 1920 - Masao Sugiuchi, giocatore di go giapponese († 2017)
- 1921 - Manny Ayulo, pilota automobilistico statunitense († 1955)
- 1921 - Einar Eriksson, sollevatore svedese († 2009)
- 1921 - Bob Gregory, fumettista statunitense († 2003)
- 1921 - Roland Laudenbach, scrittore, editore e sceneggiatore francese († 1991)
- 1921 - Heinz Lehmann, scacchista tedesco († 1995)
- 1921 - Renato Migliavacca, saggista e militare italiano († 2011)
- 1921 - Florisa Ruggeri, cestista italiana († 2012)
- 1922 - John Anderson, attore statunitense († 1992)
- 1922 - Franco Barbieri, critico d'arte italiano († 2016)
- 1922 - Willie Brown, allenatore di calcio e calciatore scozzese († 1978)
- 1922 - François Crouzet, storico francese († 2010)
- 1922 - Salah Dessouki, schermidore egiziano († 2011)
- 1922 - Juan Carlos Lorenzo, calciatore e allenatore di calcio argentino († 2001)
- 1922 - Miodrag Stefanović, cestista, allenatore di pallacanestro e arbitro di pallacanestro jugoslavo († 1998)
- 1922 - Franco Ventriglia, basso statunitense († 2012)
- 1923 - Velikkakathu Sankaran Achuthanandan, politico indiano († 2025)
- 1923 - Enric Bernat, imprenditore spagnolo († 2003)
- 1923 - Gianni Bosio, storico, editore e curatore editoriale italiano († 1971)
- 1923 - Robert Craft, direttore d'orchestra e scrittore statunitense († 2015)
- 1923 - Otfried Preussler, scrittore tedesco († 2013)
- 1923 - Philip Whalen, poeta statunitense († 2002)
- 1924 - Vincenzo Castellano, calciatore italiano († 1999)
- 1924 - Friaça, calciatore brasiliano († 2009)
- 1924 - Guido Fubini, avvocato e giurista italiano († 2010)
- 1924 - Max van Gelder, pallanuotista olandese († 2019)
- 1924 - Cataldo Grammatico, politico e poeta italiano († 2007)
- 1924 - Roberto Sambonet, designer e pittore italiano († 1995)
- 1924 - Dīmosthenīs Stampolīs, pallanuotista greco († 2009)
- 1924 - Mária Kövi-Zalai, ginnasta ungherese († 2013)
- 1925 - Arthur Buchwald, giornalista e scrittore statunitense († 2007)
- 1925 - Tom Dowd, produttore discografico statunitense († 2002)
- 1925 - Theodore Hall, fisico statunitense († 1999)
- 1925 - Roger Hanin, attore, sceneggiatore e regista francese († 2015)
- 1925 - Ed Mikan, cestista statunitense († 1999)
- 1925 - Borislav Milić, scacchista jugoslavo († 1986)
- 1925 - Hiromu Nonaka, politico giapponese († 2018)
- 1925 - Konrad Wolf, regista cinematografico e sceneggiatore tedesco († 1982)
- 1926 - Luigi Di Gianni, regista e sceneggiatore italiano († 2019)
- 1926 - Ursula Happe, nuotatrice tedesca († 2021)
- 1926 - Raaj Kumar, attore indiano († 1996)
- 1926 - Raphaël Nguyễn Văn Diệp, vescovo cattolico vietnamita († 2007)
- 1926 - Dan Pippin, cestista statunitense († 1965)
- 1926 - Marcello Sabbatini, giornalista italiano († 2008)
- 1926 - Jan Sagvaag, calciatore norvegese († 2014)
- 1927 - Calogero Cascio, fotografo italiano († 2015)
- 1927 - Werner Kreindl, attore austriaco († 1992)
- 1927 - Abel Santamaría, attivista, rivoluzionario e politico cubano († 1953)
- 1927 - Priamo Varazzani, arbitro di calcio italiano († 2005)
- 1928 - Julia Gutiérrez Caba, attrice spagnola
- 1928 - Li Peng, politico cinese († 2019)
- 1928 - Oscar Mantegari, calciatore argentino († 2008)
- 1928 - Giuseppe Pittau, arcivescovo cattolico italiano († 2014)
- 1928 - Hélène Surgère, attrice francese († 2011)
- 1929 - Roy Bish, rugbista a 15 e allenatore di rugby a 15 gallese († 2006)
- 1929 - Pires Constantino, calciatore brasiliano († 2002)
- 1929 - Saschko Gawriloff, violinista tedesco
- 1929 - Adalberto Lepri, lottatore italiano († 2014)
- 1930 - Sergio Banali, giornalista italiano († 2015)
- 1930 - Pio De Berti Gambini, giornalista e autore televisivo italiano († 1995)
- 1930 - Lily Romanelli, attrice, soubrette e cantante italiana († 2021)
- 1930 - Alan Withers, calciatore inglese († 2017)
- 1931 - Andrea Barro, ciclista su strada italiano († 2018)
- 1931 - Zeke Bratkowski, giocatore di football americano e allenatore di football americano statunitense († 2019)
- 1931 - Antonio Giammarinaro, allenatore di calcio e ex calciatore italiano
- 1931 - Mickey Mantle, giocatore di baseball statunitense († 1995)
- 1931 - Pietro Marino, giornalista e critico d'arte italiano
- 1931 - Mateo Martinic, storico, politico e avvocato cileno
- 1931 - Park Wan-suh, scrittrice sudcoreana († 2011)
- 1931 - Anna Maria Torniai, attrice italiana († 2011)
- 1932 - Roosevelt Brown, giocatore di football americano statunitense († 2004)
- 1932 - Mario Brunetti, politico, giornalista e scrittore italiano († 2024)
- 1932 - Rocco Mazzola, pugile italiano († 2012)
- 1932 - Rokurō Naya, doppiatore giapponese († 2014)
- 1933 - Barrie Chase, ballerina e attrice statunitense
- 1933 - Franco Giavara, calciatore e allenatore di calcio italiano († 1970)
- 1933 - Hermann Huß, ex cestista e allenatore di pallacanestro tedesco
- 1933 - Sauro Marianelli, scrittore italiano († 2025)
- 1933 - Ugo Rosin, ex calciatore italiano
- 1933 - Giuseppe Talamucci, pediatra italiano († 2008)
- 1933 - Emilia Vătăşoiu, ex ginnasta rumena
- 1934 - Leo Close, religioso e atleta paralimpico irlandese († 1977)
- 1934 - Michael Dunn, attore e cantante statunitense († 1973)
- 1934 - Pedro Espinoza, allenatore di pallacanestro venezuelano († 2011)
- 1934 - Eddie Harris, sassofonista e pianista statunitense († 1996)
- 1934 - Imperatrice Michiko, imperatrice giapponese
- 1934 - Nabil Abdo Iskandar, ex cestista egiziano
- 1934 - Giulio Staffieri, politico italiano
- 1934 - Timothy West, attore britannico († 2024)
- 1935 - Jean-Pierre Boyer, compositore di scacchi francese († 1986)
- 1935 - Livio Busato, ex calciatore italiano
- 1935 - Sabino Cassese, giurista italiano
- 1935 - Fabio Cudicini, calciatore italiano († 2025)
- 1935 - Joe Hickerson, cantante e bibliotecario statunitense
- 1935 - Feim Ibrahimi, compositore albanese († 1997)
- 1935 - André Milongo, politico della Repubblica del Congo († 2007)
- 1935 - Jerry Orbach, attore e cantante statunitense († 2004)
- 1935 - Vittorio Parola, politico italiano († 2018)
- 1935 - Phạm Văn Trà, generale e politico vietnamita
- 1936 - Valeria Fabrizi, attrice e cantante italiana
- 1936 - Zhong Nanshan, medico e epidemiologo cinese
- 1936 - Achille Serrao, poeta, scrittore e critico letterario italiano († 2012)
- 1936 - Joanna Simon, mezzosoprano e giornalista statunitense († 2022)
- 1937 - Wanda Jackson, cantante e chitarrista statunitense
- 1937 - Lilli Lembo, attrice italiana
- 1937 - Giannantonio Paladini, storico italiano († 2004)
- 1937 - Giancarlo Pasquini, politico italiano
- 1937 - Giuseppe Pericu, politico e avvocato italiano († 2022)
- 1937 - Eleo Pomare, coreografo colombiano († 2008)
- 1937 - Mario Rodríguez, calciatore argentino († 2015)
- 1937 - Juan Marichal, ex giocatore di baseball dominicano
- 1938 - Emidio Greco, regista e sceneggiatore italiano († 2012)
- 1938 - Dolores Hart, attrice e religiosa statunitense
- 1938 - Kathy Kirby, cantante britannica († 2011)
- 1938 - Iain Macmillan, fotografo scozzese († 2006)
- 1938 - Jim Norton, giocatore di football americano statunitense († 2007)
- 1938 - Tatsuya Shiji, ex calciatore giapponese
- 1939 - Carlo Becchi, fisico italiano
- 1939 - James A. Keller, insegnante, filosofo e teologo statunitense († 2016)
- 1939 - Giuseppe Panocchia, diplomatico italiano
- 1939 - Daniel Prévost, attore, comico e cantante francese
- 1940 - Jean Clair, scrittore e storico dell'arte francese
- 1940 - Paul Connett, chimico e attivista statunitense
- 1940 - Dary Batista de Oliveira, ex calciatore brasiliano
- 1940 - Premjit Lall, tennista indiano († 2008)
- 1940 - Jesper Langberg, attore danese († 2019)
- 1940 - Li Zhaoxing, diplomatico e politico cinese
- 1940 - Diana Lorys, attrice spagnola
- 1940 - Nikita Mandryka, fumettista francese († 2021)
- 1940 - Francesco Manganelli, politico e scrittore italiano († 2022)
- 1940 - Neil Martin, allenatore di calcio e ex calciatore scozzese
- 1940 - Robert Pinsky, poeta, saggista e traduttore statunitense
- 1940 - John Talbut, calciatore inglese († 2020)
- 1940 - Halina Zalewska, attrice polacca († 1976)
- 1941 - Shin Aomori, doppiatore e attore giapponese
- 1941 - Beyruth, calciatore brasiliano († 2012)
- 1941 - Joyce Buñuel, regista e sceneggiatrice francese
- 1941 - Giangiacomo Ciaccio Montalto, magistrato italiano († 1983)
- 1941 - Kunio Ishii, goista giapponese
- 1941 - Marcello Maddalena, ex magistrato italiano
- 1941 - Clare Peploe, sceneggiatrice e regista britannica († 2021)
- 1941 - Giancarlo Santalmassi, giornalista e conduttore radiofonico italiano († 2025)
- 1941 - Chiara Saraceno, sociologa e filosofa italiana
- 1941 - Lucio Stanca, dirigente d'azienda e politico italiano
- 1941 - Anneke Wills, attrice britannica
- 1942 - John Carter, cantante, paroliere e produttore discografico britannico
- 1942 - Bruno Corà, storico dell'arte e critico d'arte italiano
- 1942 - Robert Costanzo, attore e doppiatore statunitense
- 1942 - Helmut Hagen, attore austriaco
- 1942 - Earl Hindman, attore statunitense († 2003)
- 1942 - Christiane Nüsslein-Volhard, biologa tedesca
- 1942 - Maria Szymańska, ex cestista polacca
- 1942 - Gérard Welter, progettista, ingegnere e dirigente sportivo francese († 2018)
- 1942 - Bart Zoet, ciclista su strada olandese († 1992)
- 1943 - Franca Afegbua, politica nigeriana († 2023)
- 1943 - Noreen Corcoran, attrice statunitense († 2016)
- 1943 - Antonella D'Agostino, cantante e attrice italiana
- 1943 - Mark Granovetter, sociologo statunitense
- 1943 - Chris Lawler, ex calciatore inglese
- 1943 - Paolo Mosca, giornalista, scrittore e cantautore italiano († 2014)
- 1943 - Rico Pontvianne, cestista e allenatore di pallacanestro messicano († 2018)
- 1943 - Carlo von Tiedemann, conduttore televisivo tedesco († 2025)
- 1944 - William Albright, compositore, pianista e organista statunitense († 1998)
- 1944 - Omar Amiralay, regista siriano († 2011)
- 1944 - Tina DeRosa, scrittrice e poetessa statunitense († 2007)
- 1944 - David Mancuso, disc jockey statunitense († 2016)
- 1944 - Jair Picerni, allenatore di calcio e ex calciatore brasiliano
- 1944 - Chérif Souleymane, ex calciatore e allenatore di calcio guineano
- 1944 - Alda Jucci Ugolotti, scultrice italiana
- 1945 - Zoran Antonijević, calciatore jugoslavo († 2008)
- 1945 - Romeo Benetti, ex calciatore e allenatore di calcio italiano
- 1945 - Ron Franz, cestista statunitense († 2022)
- 1945 - Claes-Göran Hederström, cantante svedese († 2022)
- 1945 - Ric Lee, batterista e compositore britannico
- 1945 - Thomas Pasatieri, compositore statunitense
- 1945 - George Wyner, attore statunitense
- 1946 - John Elwes, cantante inglese
- 1946 - Elfriede Jelinek, scrittrice, drammaturga e traduttrice austriaca
- 1946 - Richard Loncraine, regista britannico
- 1946 - Garry Monahan, ex hockeista su ghiaccio canadese
- 1946 - Mirella Pamphili, attrice italiana
- 1946 - Hajo Schuhmacher, ex bobbista tedesco
- 1946 - Carol Sherriff, ex tennista australiana
- 1946 - Lucien Van Impe, ex ciclista su strada e dirigente sportivo belga
- 1946 - Pierfranco Vianelli, ex ciclista su strada italiano
- 1947 - Catherine Cuche, ex sciatrice alpina svizzera
- 1947 - Franco Diogene, attore italiano († 2005)
- 1947 - Giovanni Girlando, mafioso italiano († 1990)
- 1947 - Frans Kerremans, ex ciclista su strada e pistard belga
- 1947 - Bernard Lapasset, dirigente sportivo e rugbista a 15 francese († 2023)
- 1947 - Ronaldo Veitía Valdivié, judoka e allenatore di judo cubano († 2022)
- 1948 - Filippo Bencardino, geografo italiano
- 1948 - Robert A. Borski, Jr., politico statunitense
- 1948 - Luigi Maria Burruano, attore italiano († 2017)
- 1948 - Nobuo Chigusa, ex cestista giapponese
- 1948 - John Fultz, cestista e allenatore di pallacanestro statunitense († 2023)
- 1948 - Yves Hézard, ex ciclista su strada francese
- 1948 - Jeff MacKay, attore statunitense († 2008)
- 1948 - Betsy McCaughey, politica statunitense
- 1948 - Toshishiro Obata, artista marziale, coreografo e attore giapponese
- 1948 - José Luis Saldaño, calciatore argentino († 2019)
- 1948 - Andrej Surajkin, pattinatore artistico su ghiaccio sovietico
- 1949 - Craig R. Baxley, regista, stuntman e attore statunitense
- 1949 - Valerij Borzov, ex velocista sovietico
- 1949 - Ernie Campbell, ex calciatore australiano
- 1949 - Wayne Collett, velocista statunitense († 2010)
- 1949 - Bobby Fields, ex cestista statunitense
- 1949 - George Harris, attore britannico
- 1949 - James Michael Harvey, cardinale e arcivescovo cattolico statunitense
- 1949 - František Obžera, scrittore, drammaturgo e sceneggiatore slovacco
- 1949 - Carlo Rivolta, giornalista italiano († 1982)
- 1949 - Dieter Schneider, ex calciatore tedesco orientale
- 1949 - Giampietro Spagnolo, ex calciatore italiano
- 1949 - Sumihiro Tomii, sciatore alpino giapponese († 2013)
- 1950 - Gino Castaldo, giornalista, critico musicale e scrittore italiano
- 1950 - Isaac Curtis, ex giocatore di football americano statunitense
- 1950 - Piercamillo Davigo, ex magistrato e saggista italiano
- 1950 - Scott English, ex cestista statunitense
- 1950 - Jorge Carlos Fonseca, politico capoverdiano
- 1950 - Graciela Giannettasio, politica e avvocata argentina († 2022)
- 1950 - Ivana Kolínská, ex cestista cecoslovacca
- 1950 - Tom Petty, cantautore, musicista e produttore discografico statunitense († 2017)
- 1950 - William Russ, attore statunitense
- 1950 - Tom Schulman, sceneggiatore, produttore cinematografico e produttore televisivo statunitense
- 1950 - Mara Venier, conduttrice televisiva e attrice italiana
- 1950 - Fahd bin Sultan Al Sa'ud, principe e politico saudita
- 1951 - Hans-Georg Aschenbach, saltatore con gli sci tedesco
- 1951 - Maria Zilda Bethlem, attrice brasiliana
- 1951 - Al Greenwood, tastierista statunitense
- 1951 - Ibsen Martínez, drammaturgo, giornalista e scrittore venezuelano († 2024)
- 1951 - Aleksandr Mirzojan, allenatore di calcio e ex calciatore sovietico
- 1951 - Pietro Pascucci, ex cestista italiano
- 1951 - Enzo Porchi, ex cestista e allenatore di pallacanestro italiano
- 1951 - Claudio Ranieri, dirigente sportivo, ex calciatore e allenatore di calcio italiano
- 1952 - Hartmut Enke, musicista tedesco († 2005)
- 1952 - Eliane Giardini, attrice brasiliana
- 1952 - Dalia Itzik, politica israeliana
- 1952 - Renato Martinoni, filologo, storico della letteratura e scrittore svizzero
- 1952 - Melanie Mayron, attrice e regista statunitense
- 1952 - Angelika Noack, ex canottiera tedesca
- 1952 - Sameh Shoukry, politico e diplomatico egiziano
- 1953 - Enrico Cannata, calciatore italiano († 2022)
- 1953 - Piero Ceccarini, ex arbitro di calcio italiano
- 1953 - Dave Dowle, batterista britannico
- 1953 - Alexander Fu Sheng, attore hongkonghese († 1983)
- 1953 - Sherif Haddara, politico e ingegnere egiziano
- 1953 - Keith Hernandez, ex giocatore di baseball statunitense
- 1953 - Valerian Okeke, arcivescovo cattolico nigeriano
- 1953 - Nikolaj Milkov, filosofo bulgaro
- 1953 - Bill Nunn, attore statunitense († 2016)
- 1953 - Brunella Schisa, scrittrice e giornalista italiana
- 1953 - Friedrich Ulrich, ex canottiere tedesco
- 1953 - Jorvan Vieira, allenatore di calcio e ex calciatore brasiliano
- 1954 - Dmitrij Bulgakov, generale russo
- 1954 - Enzo Gragnaniello, cantautore e chitarrista italiano
- 1954 - Liu Zhicai, ex calciatore cinese
- 1954 - Yōko Matsuoka, doppiatrice giapponese
- 1954 - Lee Roy Selmon, giocatore di football americano statunitense († 2011)
- 1954 - Nonka Matova, tiratrice a segno bulgara
- 1955 - Marc Cerboni, schermidore francese († 1990)
- 1955 - Gianluca Fumagalli, regista italiano
- 1955 - Tony Hanson, cestista statunitense († 2018)
- 1955 - Concepción Marrero, ex cestista spagnola
- 1955 - Carolyne Mas, cantautrice e musicista statunitense
- 1955 - Stefania Mecchia, conduttrice televisiva italiana
- 1955 - Pat Meehan, politico statunitense
- 1955 - Thomas Newman, compositore statunitense
- 1955 - Michele Nicoletto, ex calciatore argentino
- 1955 - Aaron Pryor, pugile statunitense († 2016)
- 1955 - Luigi Federico Signorini, banchiere e economista italiano
- 1955 - Magdalena Tulli, scrittrice, traduttrice e psicologa polacca
- 1955 - Sheldon Whitehouse, politico e avvocato statunitense
- 1955 - Maurizio Zanfanti, imprenditore italiano († 2018)
- 1956 - Pedro Bonelli, ex calciatore peruviano
- 1956 - Danny Boyle, regista, produttore cinematografico e sceneggiatore britannico
- 1956 - Jacques Breuer, attore e doppiatore tedesco († 2024)
- 1956 - Luca Flores, pianista e compositore italiano († 1995)
- 1956 - Or Goren, ex cestista israeliano
- 1956 - Minoru Mukaiya, musicista giapponese
- 1956 - Mark Nickeas, ex calciatore inglese
- 1956 - Leo Palin, ex tennista finlandese
- 1956 - Valerio Peretti Cucchi, autore televisivo italiano († 2003)
- 1956 - Yoshiyuki Suga, sceneggiatore giapponese († 2024)
- 1957 - Anouar Brahem, musicista e compositore tunisino
- 1957 - Susanna Haavisto, attrice e cantante finlandese
- 1957 - Manuel Huerga, regista e sceneggiatore spagnolo
- 1957 - Hilda Solis, politica statunitense
- 1957 - Arthur Whitney, informatico canadese
- 1958 - Lynn Flewelling, scrittrice statunitense
- 1958 - Stein Gran, ex calciatore norvegese
- 1958 - Tullio Gritti, allenatore di calcio e ex calciatore italiano
- 1958 - Scott Hall, wrestler statunitense († 2022)
- 1958 - Gregg Johnson, giocatore di football americano statunitense
- 1958 - Mark King, bassista, cantante e compositore britannico
- 1958 - Dave Krieg, ex giocatore di football americano statunitense
- 1958 - Giuseppe Macrì, judoka italiano († 2025)
- 1958 - Aletta van Manen, ex hockeista su prato olandese
- 1958 - Viggo Mortensen, attore, poeta e fotografo statunitense
- 1958 - Giovanni Ongaro, politico italiano
- 1958 - Ivo Pogorelić, pianista croato
- 1958 - Eric Scott, attore statunitense
- 1959 - Anna Lisa Baroni, politica italiana
- 1959 - Mauro Bonato, giornalista, politico e editore italiano
- 1959 - Niamh Cusack, attrice irlandese
- 1959 - Omar Da Fonseca, ex calciatore argentino
- 1959 - Bartolomé Hernández Alcalá, calciatore spagnolo († 2018)
- 1959 - Fabienne Keller, politica francese
- 1959 - Declan Kidney, allenatore di rugby a 15 e docente irlandese
- 1959 - Boris Strel, sciatore alpino sloveno († 2013)
- 1960 - Juan Carlos Bernad, calciatore spagnolo
- 1960 - Lepa Brena, cantante bosniaca
- 1960 - Devin Durrant, ex cestista statunitense
- 1960 - Roberto Ferrucci, scrittore italiano
- 1960 - Peter Fitzgerald, politico statunitense
- 1960 - Pavel Grudinin, politico e imprenditore russo
- 1960 - Esteban Gutiérrez Fernández, ex calciatore spagnolo
- 1960 - Toni Kurbos, ex calciatore tedesco
- 1960 - Dario Marigo, ex calciatore italiano
- 1960 - Marko Ostoja, ex tennista croato
- 1960 - Roberto Reggi, ingegnere, dirigente pubblico e politico italiano
- 1961 - Dragiša Binić, ex calciatore serbo
- 1961 - Sandro Dell'Agnello, allenatore di pallacanestro e ex cestista italiano
- 1961 - Billy Konchellah, ex mezzofondista keniota
- 1961 - Evgenij Lomtev, ex velocista sovietico
- 1961 - Kate Mosse, scrittrice e conduttrice televisiva inglese
- 1961 - Guillermo Muñoz, ex calciatore messicano
- 1961 - Roberto Rizzo, allenatore di calcio e ex calciatore italiano
- 1961 - Ian Rush, ex calciatore e allenatore di calcio gallese
- 1961 - Stefan Stannarius, ex saltatore con gli sci tedesco orientale
- 1961 - Michie Tomizawa, attrice, doppiatrice e cantante giapponese
- 1962 - Ray Childress, ex giocatore di football americano statunitense
- 1962 - Domenico Costanzo, regista, sceneggiatore e attore italiano
- 1962 - David Mickey Evans, regista e sceneggiatore statunitense
- 1962 - Jan Goessens, ex ciclista su strada belga
- 1962 - Dado Moroni, pianista e compositore italiano
- 1962 - Cinzia Oscar, cantante e attrice teatrale italiana
- 1962 - Albert Roca, allenatore di calcio e ex calciatore spagnolo
- 1962 - Guido Silvestri, patologo, immunologo e virologo italiano
- 1962 - Fausto Tosi, ex sollevatore italiano
- 1962 - Jens Veggerby, ex pistard e ciclista su strada danese
- 1962 - Martín Yupanqui, ex calciatore peruviano
- 1962 - Mohammed El Senussi, libico
- 1963 - Ronit Bason, ex cestista israeliana
- 1963 - Anatolij Chrapatyj, sollevatore sovietico († 2008)
- 1963 - Gianluca Curti, produttore cinematografico, sceneggiatore e editore italiano
- 1963 - Simona Ercolani, autrice televisiva e produttrice televisiva italiana
- 1963 - Claudio Fermanelli, allenatore di calcio e ex calciatore italiano
- 1963 - Siniša Gogić, allenatore di calcio e ex calciatore serbo
- 1963 - Andrea Grossegger, ex sciatrice nordica austriaca
- 1963 - Iurie Leancă, politico moldavo
- 1963 - Julie Payette, ex astronauta, politica e ingegnere canadese
- 1963 - Vladimir Solov'ëv, giornalista e conduttore televisivo russo
- 1963 - John Storgårds, violinista e direttore d'orchestra finlandese
- 1963 - Nikos Tsiantakīs, ex calciatore greco
- 1963 - Stan Valckx, dirigente sportivo e ex calciatore olandese
- 1964 - Annabel Abbs, scrittrice inglese
- 1964 - Cristina Brichetti, ex sciatrice alpina italiana
- 1964 - Nicolò Corradini, ex orientista italiano
- 1964 - Tony Ellis, allenatore di calcio e ex calciatore inglese
- 1964 - Andrea Famà, ex giocatore di calcio a 5 e allenatore di calcio a 5 italiano
- 1964 - Mauricio Ferraris, ex giocatore di calcio a 5 argentino
- 1964 - Andreas Fischer, allenatore di calcio e ex calciatore tedesco
- 1964 - Roberto Gatti, allenatore di calcio e ex calciatore italiano
- 1964 - Kamala Harris, politica statunitense
- 1964 - Bernardino León, politico e diplomatico spagnolo
- 1964 - Elisabeta Lipă, canottiera rumena
- 1964 - Luciano, cantante giamaicano
- 1964 - Andrea Pesciarelli, giornalista italiano († 2011)
- 1964 - Einar Rossbach, ex calciatore norvegese
- 1964 - Domingos Simões Pereira, politico guineense
- 1965 - Diego Bonavina, ex calciatore e dirigente sportivo italiano
- 1965 - Cha Sang-hae, ex calciatore sudcoreano
- 1965 - Franck Durix, ex calciatore francese
- 1965 - Vicente Engonga, allenatore di calcio e ex calciatore spagnolo
- 1965 - Amos Mansdorf, ex tennista israeliano
- 1965 - Andrej Moch, ex calciatore sovietico
- 1965 - Lucio Pellegrini, regista, sceneggiatore e autore televisivo italiano
- 1965 - Stefano Pioli, allenatore di calcio e ex calciatore italiano
- 1965 - John Ratcliffe, politico statunitense
- 1965 - Jim Staples, rugbista a 15 irlandese
- 1965 - William Zabka, attore, sceneggiatore e produttore cinematografico statunitense
- 1965 - Aidan Zammit, musicista, compositore e arrangiatore maltese
- 1965 - Michail Štalenkov, ex hockeista su ghiaccio russo
- 1966 - Eva Adamcová, ex cestista cecoslovacca
- 1966 - Fred Coury, batterista statunitense
- 1966 - Ilir Daja, allenatore di calcio e ex calciatore albanese
- 1966 - Giulio Iacchetti, designer italiano
- 1966 - Hiroaki Kumon, ex calciatore giapponese
- 1966 - Davide Perillo, giornalista e scrittore italiano
- 1966 - Stefan Raab, conduttore televisivo, comico e cantante tedesco
- 1966 - Gerardo Ernesto Salas Arjona, vescovo cattolico venezuelano
- 1966 - Patrick Volkerding, informatico statunitense
- 1966 - Jan-Chris de Koeijer, bassista e cantante olandese
- 1967 - Monica Ali, scrittrice britannica
- 1967 - Quique Andreu, ex cestista spagnolo
- 1967 - Marzuki Badriawan, ex calciatore indonesiano
- 1967 - Mauro De Vecchis, allenatore di calcio italiano
- 1967 - Artur Grigoryan, ex pugile uzbeko
- 1967 - Luigi Lo Cascio, attore e regista italiano
- 1967 - Mario Manzo, allenatore di calcio e ex calciatore italiano
- 1967 - Luck Mervil, attore e cantautore canadese
- 1967 - Roberto Olabe, dirigente sportivo, allenatore di calcio e ex calciatore spagnolo
- 1967 - Francesco Quaranta, oboista italiano
- 1967 - Akira Ryō, pilota motociclistico giapponese
- 1967 - Kjersti Toppe, medico e politica norvegese
- 1967 - Michele Zanutta, ex calciatore italiano
- 1968 - Jonathan Akpoborie, ex calciatore nigeriano
- 1968 - Clemer, allenatore di calcio e ex calciatore brasiliano
- 1968 - Yelda Kodalli, soprano turco
- 1968 - Roberto Vannacci, generale e politico italiano
- 1968 - Amy White, ex nuotatrice statunitense
- 1969 - Jonathan Hall Kovacs, attore statunitense
- 1969 - Helman Mkhalele, ex calciatore sudafricano
- 1969 - Herman Moore, ex giocatore di football americano statunitense
- 1969 - Lábros Papakóstas, ex altista greco
- 1969 - Guillermo Pérez Roldán, ex tennista argentino
- 1969 - Kim Suominen, calciatore finlandese († 2021)
- 1969 - Chantel Tremitiere, ex cestista e allenatrice di pallacanestro statunitense
- 1970 - Musa Bedewi, ex calciatore e ex giocatore di calcio a 5 saudita
- 1970 - Sander Boschker, ex calciatore olandese
- 1970 - Chavo Guerrero Jr., wrestler statunitense
- 1970 - Lenny Lane, wrestler statunitense
- 1970 - Serge-Alain Maguy, ex calciatore ivoriano
- 1970 - Taj McWilliams, ex cestista e allenatrice di pallacanestro statunitense
- 1970 - Nikky Smedley, attrice britannica
- 1971 - Snoop Dogg, rapper, attore e produttore discografico statunitense
- 1971 - Elisa Bulgarelli, politica italiana
- 1971 - Kenneth Choi, attore statunitense
- 1971 - Rachel House, attrice neozelandese
- 1971 - Julika Jenkins, attrice tedesca
- 1971 - Eddie Jones, ex cestista statunitense
- 1971 - Veronika Kappaurer, ex sciatrice alpina austriaca
- 1971 - Kamiel Maase, ex maratoneta e mezzofondista olandese
- 1971 - Dannii Minogue, cantautrice, attrice e personaggio televisivo australiana
- 1971 - Kimberly Po, ex tennista statunitense
- 1971 - Marco Pugliese, politico e dirigente sportivo italiano
- 1971 - Kōichi Tōchika, doppiatore giapponese
- 1971 - Steve Williams, tastierista e compositore britannico
- 1972 - Dmitrij Aleničev, allenatore di calcio e ex calciatore russo
- 1972 - Yannick Baret, ex calciatore francese
- 1972 - Katyuscia Demez, ex sciatrice alpina italiana
- 1972 - Thor Freudenthal, regista e sceneggiatore tedesco
- 1972 - Pie Geelen, ex nuotatore olandese
- 1972 - Will Greenwood, ex rugbista a 15 inglese
- 1972 - Súni Fríði Johannesen, allenatore di calcio e ex calciatore faroese
- 1972 - Robyn Loau, cantante e attrice australiana
- 1972 - Marco Mazzoli, conduttore radiofonico, conduttore televisivo e attore italiano
- 1972 - Brian Schatz, politico statunitense
- 1972 - Thomas Thorninger, ex calciatore danese
- 1972 - Camille Vidal-Naquet, regista e sceneggiatore francese
- 1973 - Mirko Bellodi, allenatore di calcio e ex calciatore italiano
- 1973 - Chrysostomos Chrysostomou, ex calciatore cipriota
- 1973 - Vincenzo Grillo, fisico italiano
- 1973 - Gehad Sayed, allenatore di calcio a 5 e ex giocatore di calcio a 5 egiziano
- 1973 - Tomoka Shibasaki, scrittrice giapponese
- 1973 - Dick Wathika, attivista e politico keniota († 2015)
- 1974 - Samuel Ayorinde, ex calciatore nigeriano
- 1974 - Davide Formisano, flautista italiano
- 1974 - Gonzalo Galindo, ex calciatore boliviano
- 1974 - Jerald Honeycutt, ex cestista statunitense
- 1974 - Dražen Kovačević, fumettista e illustratore serbo
- 1974 - Margaretha Lindahl, giocatrice di curling svedese
- 1974 - Mauro Navas, allenatore di calcio e ex calciatore argentino
- 1974 - Ginestra Paladino, attrice italiana
- 1974 - Jason Smith, ex cestista australiano
- 1975 - Rashid Abdulrahman, ex calciatore emiratino
- 1975 - Federica Angeli, giornalista e saggista italiana
- 1975 - Natalie Gregory, attrice statunitense
- 1975 - Nadine Kleinert, ex pesista tedesca
- 1975 - Almas Kwlşïnbayev, ex calciatore kazako
- 1975 - Rosalía Lázaro, ex atleta paralimpica spagnola
- 1975 - George Mbwando, ex calciatore zimbabwese
- 1975 - Marzena Michalska, siepista polacca
- 1975 - Nélson Pereira, ex calciatore portoghese
- 1975 - Bojan Pavićević, dirigente sportivo e ex giocatore di calcio a 5 serbo
- 1975 - Anna Prandoni, scrittrice e giornalista italiana
- 1975 - Slimane Raho, allenatore di calcio e ex calciatore algerino
- 1975 - Olivier Sarraméa, ex rugbista a 15 e allenatore di rugby a 15 francese
- 1975 - Alexander Straus, allenatore di calcio norvegese
- 1975 - Jenny Wilson, cantante svedese
- 1976 - Reidel Anthony, ex giocatore di football americano statunitense
- 1976 - Fabio Bazzani, allenatore di calcio e ex calciatore italiano
- 1976 - Vidak Bratić, ex calciatore serbo
- 1976 - Dan Fogler, attore statunitense
- 1976 - Tim Kennedy, politico statunitense
- 1976 - Nicola Legrottaglie, allenatore di calcio, dirigente sportivo e ex calciatore italiano
- 1976 - Vanessa Menga, ex tennista brasiliana
- 1976 - Miguel Rebosio, ex calciatore peruviano
- 1976 - Filippo Taddei, economista italiano
- 1976 - Tom Wisniewski, chitarrista scozzese
- 1977 - Ester Balassini, ex martellista italiana
- 1977 - Hanke Bruins Slot, politica olandese
- 1977 - Kalin Dedikov, pilota di rally bulgaro
- 1977 - Heo Sung-tae, attore sudcoreano
- 1977 - Nick Hodgson, batterista e cantautore inglese
- 1977 - Matt Jansen, ex calciatore inglese
- 1977 - Leila Josefowicz, violinista canadese
- 1977 - Terrence Lasker, schermidore statunitense
- 1977 - Hun Manet, politico e generale cambogiano
- 1977 - Paul McKenna, ex calciatore inglese
- 1977 - Giuseppe Tranquillino Minerva, compositore e cantautore italiano
- 1977 - Tebogo Mothusi, ex calciatore botswano
- 1977 - Zoie Palmer, attrice canadese
- 1977 - Sam Witwer, attore, doppiatore e musicista statunitense
- 1977 - Yu Shumei, ex biatleta cinese
- 1978 - George Abbey, ex calciatore nigeriano
- 1978 - Alberto Ammann, attore argentino
- 1978 - Andy Dawson, allenatore di calcio e ex calciatore inglese
- 1978 - Sandro Fabbiani, pallavolista italiano
- 1978 - Tomohiko Itō, regista giapponese
- 1978 - Venke Knutson, cantante norvegese
- 1978 - Mike Levin, politico statunitense
- 1978 - Robert Maras, ex cestista e allenatore di pallacanestro tedesco
- 1978 - Dionne Quan, attrice e doppiatrice statunitense
- 1978 - Anthony Taylor, arbitro di calcio inglese
- 1978 - Rodrigo Alejandro Vargas, ex calciatore australiano
- 1979 - Baba Adamu, ex calciatore ghanese
- 1979 - Anna Boden, regista, sceneggiatrice e montatrice statunitense
- 1979 - Laura Carusino, attrice e conduttrice televisiva italiana
- 1979 - Deniz Doğan, ex calciatore turco
- 1979 - Nargis Fakhri, attrice statunitense
- 1979 - Fidelis Gadzama, velocista nigeriano
- 1979 - Vladimir Gluščević, ex calciatore montenegrino
- 1979 - Ângelo Guerra, ex giocatore di calcio a 5 brasiliano
- 1979 - Namiq Həsənov, ex calciatore azero
- 1979 - Júlio César do Nascimento, ex calciatore brasiliano
- 1979 - Sonu Kakkar, cantante e personaggio televisivo indiana
- 1979 - John Krasinski, attore, regista e sceneggiatore statunitense
- 1979 - Davide Manassero, ex pallavolista italiano
- 1979 - Paul O'Connell, ex rugbista a 15 irlandese
- 1979 - Katharina Schüttler, attrice tedesca
- 1979 - Gergana Slavčeva, ex cestista bulgara
- 1979 - Wilber Sánchez, ex calciatore nicaraguense
- 1979 - Raffaello Tonon, personaggio televisivo, conduttore radiofonico e opinionista italiano
- 1980 - Fabrice Jeannet, schermidore francese
- 1980 - Niall Matter, attore canadese
- 1980 - Marcus Oliver, ex cestista americo-verginiano
- 1980 - Anna Pernice, ex cestista italiana
- 1980 - Patrik Sinkewitz, ex ciclista su strada tedesco
- 1980 - Annalisa Stroppa, mezzosoprano italiano
- 1980 - Veronica Zorzi, golfista italiana
- 1981 - Alireza Abbasfard, ex calciatore iraniano
- 1981 - Alfonso Di Benedetto, pilota di rally italiano
- 1981 - Elka Graham, ex nuotatrice australiana
- 1981 - Kaori Kobayashi, sassofonista e flautista giapponese
- 1981 - Oļegs Matvejevs, ex giocatore di calcio a 5 e ex calciatore lettone
- 1981 - Willis McGahee, ex giocatore di football americano statunitense
- 1981 - Stefan Nystrand, ex nuotatore svedese
- 1981 - Dīmītrios Papadopoulos, ex calciatore greco
- 1981 - Francisco Rodríguez, ex calciatore messicano
- 1981 - Takumi Wada, ex calciatore giapponese
- 1982 - José Acasuso, ex tennista argentino
- 1982 - Ahmad Alenemeh, allenatore di calcio e ex calciatore iraniano
- 1982 - Kristian Bak Nielsen, ex calciatore danese
- 1982 - Johannes Brenner, ex giocatore di football americano e allenatore di football americano tedesco
- 1982 - Ousmane Cissé, ex cestista maliano
- 1982 - Katie Featherston, attrice statunitense
- 1982 - Wojciech Łobodziński, ex calciatore polacco
- 1982 - Manuel Mancini, tiratore a volo sammarinese
- 1982 - Lawrence Roberts, ex cestista statunitense
- 1982 - Anton Sacharov, ex calciatore russo
- 1982 - William Artur de Oliveira, ex calciatore brasiliano
- 1983 - Julija Bejhel'zymer, ex tennista ucraina
- 1983 - Kent Michael Bøe, calciatore e allenatore di calcio norvegese
- 1983 - Nik Caner-Medley, ex cestista statunitense
- 1983 - Flavio Cipolla, ex tennista e allenatore di tennis italiano
- 1983 - Stephan Hocke, ex saltatore con gli sci tedesco
- 1983 - Giacomo Pedini, regista, direttore artistico e saggista italiano
- 1983 - Vincenzo Picardi, pugile italiano
- 1983 - Kevinn Pinkney, ex cestista statunitense
- 1983 - Luis Saritama, ex calciatore ecuadoriano
- 1983 - Alona Tal, attrice e cantante israeliana
- 1983 - Michel Vorm, ex calciatore olandese
- 1983 - Takayuki Yamada, attore e cantante giapponese
- 1984 - Dan Adams, ex giocatore di football americano e personaggio televisivo statunitense
- 1984 - Mike Banner, ex calciatore statunitense
- 1984 - Samir Bekrić, ex calciatore bosniaco
- 1984 - Peter Byers, calciatore antiguo-barbudano
- 1984 - Leslie Coutterand, attrice francese
- 1984 - Mitch Lucker, cantante e paroliere statunitense († 2012)
- 1984 - Ville Nevalainen, arbitro di calcio finlandese
- 1984 - Florent Sinama-Pongolle, ex calciatore francese
- 1984 - Cosmina Stratan, attrice rumena
- 1984 - Andrew Trimble, rugbista a 15 irlandese
- 1985 - Jonathan Barrios, calciatore salvadoregno
- 1985 - Abdoul Karim Cissé, calciatore ivoriano
- 1985 - Alessandro Fantini, ex ciclista su strada italiano
- 1985 - Jennifer Freeman, attrice statunitense
- 1985 - Saeid Marouf, pallavolista iraniano
- 1985 - Dominic McGuire, ex cestista statunitense
- 1985 - M.R. Venkatesh, scacchista indiano
- 1986 - Ezequiel Cérica, calciatore argentino
- 1986 - Diogo Antunes de Oliveira, ex calciatore brasiliano
- 1986 - Kei Ikeda, ex calciatore giapponese
- 1986 - Reggie Larry, ex cestista statunitense
- 1986 - Ian O'Leary, ex cestista statunitense
- 1986 - Vladislav Jur'evič Rjazancev, politico russo
- 1986 - Sorin Strătilă, calciatore rumeno
- 1986 - Dominique Sutton, cestista statunitense
- 1986 - Sonam Tenzing, calciatore bhutanese
- 1986 - Michal Šmíd, ex calciatore ceco
- 1987 - Daniel Amora, ex calciatore brasiliano
- 1987 - Rafael Andriato, ex ciclista su strada brasiliano
- 1987 - Borgore, disc jockey e produttore discografico israeliano
- 1987 - Stefania Cicali, canoista italiana
- 1987 - Takatoshi Furukawa, cestista giapponese
- 1987 - Romain Genevois, ex calciatore haitiano
- 1987 - Kim Chon-man, tuffatore nordcoreano
- 1987 - K'akhi Makharadze, calciatore georgiano
- 1987 - Deresse Mekonnen, mezzofondista etiope
- 1987 - Anele Ngcongca, calciatore sudafricano († 2020)
- 1987 - Yaisnier Nápoles, calciatore cubano
- 1987 - Denis Stracqualursi, ex calciatore argentino
- 1987 - Sóley, cantante e musicista islandese
- 1988 - Sylvain Barrier, pilota motociclistico francese
- 1988 - Matthew Bartholomew, ex calciatore trinidadiano
- 1988 - Natalia Czerwonka, pattinatrice di velocità su ghiaccio polacca
- 1988 - Sean Evans, cestista statunitense
- 1988 - ASAP Ferg, rapper statunitense
- 1988 - Ma Long, tennistavolista cinese
- 1988 - Francena McCorory, velocista statunitense
- 1988 - Jeevan Nedunchezhiyan, tennista indiano
- 1988 - Risa Niigaki, cantante e attrice giapponese
- 1988 - Conor O'Brien, ex calciatore statunitense
- 1988 - Candice Swanepoel, supermodella sudafricana
- 1988 - Danya Taymor, regista teatrale statunitense
- 1988 - Agustín Torassa, calciatore argentino
- 1988 - Noémie Wolfs, cantante belga
- 1988 - Gilberto dos Santos Souza Júnior, calciatore brasiliano
- 1989 - Sophie Bradley-Auckland, ex calciatrice inglese
- 1989 - Christie Burke, attrice e modella statunitense
- 1989 - Mare Dibaba, maratoneta etiope
- 1989 - Dennis Diekmeier, ex calciatore tedesco
- 1989 - Iván Etevenaux, calciatore argentino
- 1989 - Simson Exumé, calciatore haitiano
- 1989 - Lamine Gassama, calciatore francese
- 1989 - Jess Glynne, cantautrice britannica
- 1989 - Julius Jucikas, cestista lituano
- 1989 - Shpëtim Moçka, ex calciatore albanese
- 1989 - Kelly Murphy, pallavolista statunitense
- 1989 - Rodrigo Corrêa Dantas, calciatore brasiliano
- 1989 - Andrea Rothfuss, sciatrice alpina tedesca
- 1989 - Wallace Alves da Silva, calciatore brasiliano
- 1989 - Yanina Wickmayer, ex tennista belga
- 1990 - Guye Adola, maratoneta e mezzofondista etiope
- 1990 - Alican Aytekin, attore turco
- 1990 - Serdar Aziz, calciatore turco
- 1990 - Séidou Barazé, ex calciatore beninese
- 1990 - Nazareth Cascante, modella costaricana
- 1990 - Pedro Catarino, cestista portoghese
- 1990 - Zoran Danoski, calciatore macedone
- 1990 - Jonathan Falk, ex giocatore di football americano e allenatore di football americano svizzero
- 1990 - Thomas Helly, calciatore austriaco
- 1990 - Derek Needham, cestista statunitense
- 1990 - Sok Pheng, calciatore cambogiano
- 1990 - Alban Pnishi, calciatore svizzero
- 1990 - Qi Guangpu, sciatore freestyle cinese
- 1990 - Baptiste Reynet, ex calciatore francese
- 1990 - Juan Adrián Salas, giocatore di calcio a 5 paraguaiano
- 1990 - Erika Striulli, cestista italiana
- 1990 - Chris Thompson, giocatore di football americano statunitense
- 1990 - Andrew Watt, polistrumentista e produttore discografico statunitense
- 1990 - Claudia Zornoza, calciatrice spagnola
- 1991 - Luccas Claro, calciatore brasiliano
- 1991 - Débora Cristiane de Oliveira, calciatrice brasiliana
- 1991 - Serghei Gheorghiev, calciatore bulgaro
- 1991 - Nathaniel Jarvis, calciatore antiguo-barbudano
- 1991 - Rachel Peters, modella britannica
- 1991 - Stefan Stangl, ex calciatore austriaco
- 1991 - Zulfahmi Khairuddin, pilota motociclistico malaysiano
- 1992 - Anthony Akumu, calciatore keniota
- 1992 - Dairon Blanco, calciatore cubano († 2020)
- 1992 - Mattia De Sciglio, calciatore italiano
- 1992 - John Egan, calciatore irlandese
- 1992 - Ha Yoon-kyung, attrice sudcoreana
- 1992 - Jeremy Hill, giocatore di football americano statunitense
- 1992 - Kevin Hogan, giocatore di football americano statunitense
- 1992 - Rodney Hood, cestista statunitense
- 1992 - Kristian Ipsen, tuffatore statunitense
- 1992 - Danielle Kang, golfista statunitense
- 1992 - Mohamed Konaté, calciatore maliano
- 1992 - Liis Lemsalu, cantante estone
- 1992 - Li Maocuo, marciatrice cinese
- 1992 - Franco López, calciatore uruguaiano
- 1992 - Rafael Morillo, giocatore di calcio a 5 venezuelano
- 1992 - Samuele Muglia, hockeista su pista italiano
- 1992 - Brian Poole, giocatore di football americano statunitense
- 1992 - Klemen Prepelič, cestista sloveno
- 1992 - Ksenija Semënova, ex ginnasta russa
- 1992 - Kayla Thornton, cestista statunitense
- 1992 - Joshua Titima, calciatore zambiano
- 1992 - Kyle Wiltjer, cestista statunitense
- 1992 - Mathieu Wojciechowski, cestista francese
- 1993 - Leone Barbaro, canottiere italiano
- 1993 - Ana Paula Borgo, pallavolista brasiliana († 2023)
- 1993 - Homero Calderón, calciatore venezuelano
- 1993 - Cătălin Carp, calciatore moldavo
- 1993 - Artëm Česakov, tuffatore russo
- 1993 - Tomás Dabó, ex calciatore guineense
- 1993 - Jake Gosling, calciatore gibilterriano
- 1993 - Gustavo Gotti, calciatore argentino
- 1993 - Gustav Ludwigson, calciatore svedese
- 1993 - Matteo Malucelli, ciclista su strada e pistard italiano
- 1993 - Axel Maraval, calciatore francese
- 1993 - Tokmac Nguen, calciatore keniano
- 1993 - Ángel Pérez, pallavolista portoricano
- 1993 - Rossella Ratto, ciclista su strada italiana
- 1993 - Taishu Sato, pentatleta giapponese
- 1993 - Alexis Soto, calciatore argentino
- 1993 - Grover Stewart, giocatore di football americano statunitense
- 1993 - Ana Turčinović, cestista montenegrina
- 1993 - Wang Xuemeng, cestista cinese
- 1994 - Pedro Barral, cestista argentino
- 1994 - Brennan Clost, ballerino e attore canadese
- 1994 - José Contreras Verna, calciatore venezuelano
- 1994 - Martinas Geben, cestista lituano
- 1994 - Yūta Koide, calciatore giapponese
- 1994 - Sōta Mino, calciatore giapponese
- 1994 - Hiroki Nishimura, dirigente sportivo e ex ciclista su strada giapponese
- 1994 - Gabriel Quiñones, pallavolista portoricano
- 1994 - Martinas Rankin, giocatore di football americano statunitense
- 1994 - Səmra Rəhimli, cantante azera
- 1994 - Issaka Samaké, calciatore maliano
- 1994 - Yuliya Shvayger, scacchista ucraina
- 1994 - Faye Sultan, nuotatrice kuwaitiana
- 1995 - Alice Rachele Arlanch, modella e conduttrice televisiva italiana
- 1995 - Fabio Balaso, pallavolista italiano
- 1995 - Phillip Carr, cestista statunitense
- 1995 - Humberto Carrillo, wrestler messicano
- 1995 - Michel Derungs, giocatore di football americano svizzero
- 1995 - Ahmed Moein, calciatore qatariota
- 1995 - Eduard Grigorev, lottatore russo
- 1995 - Melker Hallberg, calciatore svedese
- 1995 - Brett Hunchak, giocatore di football americano canadese
- 1995 - Bryan Mone, giocatore di football americano statunitense
- 1995 - Gabriel Rosado, pallavolista portoricano
- 1995 - Irina Voronkova, pallavolista russa
- 1995 - Zhenwei Wang, attore e artista marziale cinese
- 1996 - Arianna Acuti, calciatrice italiana
- 1996 - Ahmed Akram, nuotatore egiziano
- 1996 - Masako Furuichi, lottatrice giapponese
- 1996 - Anthony Sinisuka Ginting, giocatore di badminton indonesiano
- 1996 - Andris Herrera, calciatore venezuelano
- 1996 - Tōko Miura, attrice e cantante giapponese
- 1996 - Chance Perdomo, attore statunitense († 2024)
- 1996 - Marcos André, calciatore brasiliano
- 1997 - Suleman Hamid, calciatore etiope
- 1997 - Ademola Lookman, calciatore inglese
- 1997 - Daizen Maeda, calciatore giapponese
- 1997 - Teagan Micah, calciatrice australiana
- 1997 - Nguyễn Tiến Linh, calciatore vietnamita
- 1997 - Andrej Rublëv, tennista russo
- 1997 - Dylan Schommer, cestista svizzero
- 1997 - Fernando Zurbriggen, cestista argentino
- 1998 - Robinho, calciatore brasiliano
- 1998 - Batyrbek Cakulov, lottatore russo
- 1998 - Andrea Di Maggio, doppiatore italiano
- 1998 - Rubén García Canales, calciatore spagnolo
- 1998 - Luk'a Lak'vekheliani, calciatore georgiano
- 1998 - Li Qincheng, goista cinese
- 1998 - Daniel Mandroiu, calciatore irlandese
- 1998 - Jacob Montes, calciatore nicaraguense
- 1998 - Kacey Mottet Klein, attore svizzero
- 1998 - Ray Ona Embo, cestista francese
- 1998 - Martina Ostler, ex sciatrice alpina tedesca
- 1998 - Sofia Pizzato, ex sciatrice alpina italiana
- 1998 - Luke Robinson, calciatore bermudiano
- 1998 - Alan Rojas, giocatore di calcio a 5 paraguaiano
- 1998 - Jericho Sims, cestista statunitense
- 1998 - Baylon Spector, giocatore di football americano statunitense
- 1998 - Ignacio Yepez, calciatore colombiano
- 1998 - Younn Zahary, calciatore francese
- 1998 - Martin Čechman, pistard ceco
- 1999 - Raz Adam, cestista israeliano
- 1999 - Arsen Adamov, calciatore russo
- 1999 - Daniel Chomanič, lottatore slovacco
- 1999 - Darius Days, cestista statunitense
- 1999 - Cériel Desal, ciclista su strada belga
- 1999 - Charlie Dobson, velocista britannico
- 1999 - Javon Freeman-Liberty, cestista statunitense
- 1999 - YoungBoy Never Broke Again, rapper, cantante e compositore statunitense
- 1999 - Shedrick Jackson, giocatore di football americano statunitense
- 1999 - Emmanouīl Karalīs, astista greco
- 1999 - Viljo Lempinen, giocatore di football americano finlandese
- 1999 - Robert Mišković, calciatore croato
- 1999 - Daniel Mosquera, calciatore colombiano
- 1999 - Gerasimos Mītoglou, calciatore greco
- 2000 - Franco Déboli, calciatore argentino
- 2000 - David Farinango, nuotatore ecuadoriano
- 2000 - Mateo Gamarra, calciatore paraguaiano
- 2000 - Hércules Pereira do Nascimento, calciatore brasiliano
- 2000 - Ivan Kuz'mičëv, calciatore russo
- 2000 - Atonio Mafi, giocatore di football americano statunitense
- 2000 - Kenneth Walker III, giocatore di football americano statunitense

## XXI secolo(10)
- 2001 - Welay Berhe, ciclista su strada etiope
- 2001 - Seid Korač, calciatore lussemburghese
- 2001 - Sara Berardinelli, ginnasta italiana
- 2002 - Justine Lamontagne, sciatrice alpina canadese
- 2002 - Nail Omerović, calciatore bosniaco
- 2002 - Yéremi Pino, calciatore spagnolo
- 2003 - Carney Chukwuemeka, calciatore inglese
- 2003 - Isaías Violante, calciatore messicano
- 2003 - Yao Xinxin, tennista cinese
- 2005 - Filippo Turconi, ciclista su strada italiano